# Migliori stoppatori ABA
In questa pagina sono elencati i giocatori che hanno fatto registrare il maggior numero di stoppate nella regular season ABA in totale dalla stagione 1973-1974, ovvero da quando sono state registrate sistematicamente le statistiche relative alle stoppate in ABA (oltre alle statistiche di 11 giocatori di cui sono disponibili i dati anche della stagione 1972-1973 e di Artis Gilmore anche per la stagione 1971-1972) fino alla stagione 1975-1976 l'ultima stagione prima della fusione con l'NBA.

## Classifica
|  | Eletto nella Basketball Hall of Fame |

- * giocatori di cui sono disponibili e vengono incluse le statistiche relative alle stoppate anche per la stagione ABA 1972-1973.
- # giocatore di cui sono disponibili e vengono incluse le statistiche relative alle stoppate anche per la stagione ABA 1971-1972.

| #  | Nome                | Stoppate | Partite | Media Stoppate | Ruolo | Esordio | Finale | Squadre |
| -- | ------------------- | -------- | ------- | -------------- | ----- | ------- | ------ | --- |
| 1  | Artis Gilmore*#     | 1431     | 420     | 3,40           | C     | 1971    | 1976   | Kentucky Colonels |
| 2  | Caldwell Jones      | 780      | 231     | 3,40           | C     | 1973    | 1976   | San Diego Conquistadors/San Diego Sails, Kentucky Colonels, Spirits of St. Louis                                          |
| 3  | Billy Paultz*       | 751      | 487     | 2,30           | C     | 1970    | 1976   | New York Nets, San Antonio Spurs                                                                                          |
| 4  | Julius Erving*      | 648      | 407     | 2,00           | SF    | 1971    | 1976   | Virginia Squires, New York Nets                                                                                           |
| 5  | Darnell Hillman*    | 505      | 395     | 1,60           | C/PF  | 1971    | 1976   | Indiana Pacers |
| 6  | Jim Eakins*         | 384      | 652     | 1,20           | C/PF  | 1968    | 1976   | Oakland Oaks/Washington Caps/Virginia Squires, Utah Stars, New York Nets                                                  |
| 7  | Julius Keye*        | 380      | 418     | 2,20           | C/PF  | 1969    | 1975   | Denver Rockets, Memphis Sounds                                                                                            |
| 7  | Mike Green          | 380      | 214     | 1,80           | C     | 1973    | 1976   | Denver Rockets/Denver Nuggets, Virginia Squires                                                                           |
| 9  | George Gervin       | 377      | 269     | 1,60           | SG/SF | 1972    | 1976   | Virginia Squires, San Antonio Spurs                                                                                       |
| 10 | Mel Daniels*        | 351      | 628     | 1,50           | C     | 1967    | 1975   | Minnesota Muskies, Indiana Pacers, Memphis Sounds                                                                         |
| 11 | Bobby Jones         | 337      | 167     | 2,00           | PF    | 1974    | 1976   | Denver Nuggets |
| 12 | Marvin Barnes       | 271      | 144     | 1,90           | PF    | 1974    | 1976   | Spirits of St. Louis |
| 13 | Len Elmore          | 269      | 153     | 1,80           | C/PF  | 1974    | 1976   | Indiana Pacers |
| 14 | Coby Dietrick*      | 236      | 362     | 0,70           | C/PF  | 1970    | 1976   | Memphis Pros, Dallas Chaparrals/San Antonio Spurs                                                                         |
| 15 | Gene Moore*         | 207      | 465     | 1,40           | C     | 1968    | 1975   | Kentucky Colonels, Dallas Chaparrals, New York Nets, San Diego Conquistadors, Spirits of St. Louis                        |
| 16 | Wil Jones           | 206      | 566     | 0,80           | SF/PF | 1969    | 1976   | Miami Floridians, Memphis Pros/Memphis Tams, Kentucky Colonels                                                            |
| 17 | Swen Nater          | 201      | 233     | 0,90           | C     | 1973    | 1976   | Virginia Squires, San Antonio Spurs, New York Nets                                                                        |
| 18 | Gus Gerard          | 183      | 166     | 1,10           | SF    | 1974    | 1976   | Spirits of St. Louis, Denver Nuggets                                                                                      |
| 19 | Dave Robisch        | 173      | 422     | 0,70           | C/PF  | 1971    | 1976   | Denver Rockets/Denver Nuggets, San Diego Sails, Indiana Pacers                                                            |
| 20 | Mike Gale           | 168      | 389     | 0,70           | SG/PG | 1971    | 1976   | Kentucky Colonels, New York Nets, San Antonio Spurs                                                                       |
| 21 | Tom Owens           | 164      | 389     | 0,70           | C/PF  | 1971    | 1976   | Memphis Pros/Memphis Sounds, Carolina Cougars/ Spirits of St. Louis, Kentucky Colonels, Indiana Pacers, San Antonio Spurs |
| 22 | Moses Malone        | 156      | 126     | 1,20           | PF    | 1974    | 1976   | Utah Stars, Spirits of St. Louis                                                                                          |
| 23 | Willie Sojourner    | 152      | 309     | 0,90           | C     | 1971    | 1975   | Virginia Squires, New York Nets                                                                                           |
| 24 | Zelmo Beaty*        | 143      | 319     | 0,90           | C/PF  | 1970    | 1974   | Utah Stars |
| 25 | Jan van Breda Kolff | 139      | 164     | 0,80           | SF    | 1974    | 1976   | Denver Nuggets, Virginia Squires, Kentucky Colonels                                                                       |
| 26 | Dan Issel           | 136      | 500     | 0,50           | PF/C  | 1970    | 1976   | Kentucky Colonels, Denver Nuggets                                                                                         |
| 27 | Jim Chones          | 131      | 165     | 1,60           | PF/C  | 1972    | 1974   | New York Nets, Carolina Cougars                                                                                           |
| 28 | David Vaughn        | 128      | 93      | 1,40           | C     | 1974    | 1976   | Virginia Squires |
| 29 | Maurice Lucas       | 121      | 166     | 0,70           | C/PF  | 1974    | 1976   | Spirits of St. Louis, Kentucky Colonels                                                                                   |
| 30 | Kim Hughes          | 120      | 84      | 1,40           | C     | 1975    | 1976   | New York Nets |
| 31 | Louie Dampier       | 117      | 728     | 0,50           | PG    | 1967    | 1976   | Kentucky Colonels |
| 32 | Tim Bassett         | 112      | 238     | 0,50           | PF    | 1973    | 1976   | San Diego Conquistadors, New York Nets                                                                                    |
| 33 | Randy Denton        | 110      | 368     | 0,50           | C     | 1971    | 1976   | Carolina Cougars/Spirits of St. Louis, Memphis Pros/ Memphis Tams, Utah Stars                                             |
| 34 | Charles Edge        | 105      | 155     | 0,70           | SF    | 1973    | 1975   | Memphis Tams, Indiana Pacers                                                                                              |
| 35 | David Thompson      | 102      | 83      | 1,20           | SF    | 1975    | 1976   | Denver Nuggets |
| 36 | Gerald Govan        | 97       | 681     | 0,50           | C/PF  | 1967    | 1976   | New Orleans Buccaneers/Memphis Pros, Utah Stars, Virginia Squires                                                         |
| 37 | George McGinnis     | 96       | 314     | 0,60           | PF/SF | 1971    | 1975   | Indiana Pacers |
| 38 | Larry Kenon         | 92       | 249     | 0,40           | PF    | 1973    | 1976   | New York Nets, San Antonio Spurs                                                                                          |
| 39 | Roger Brown         | 84       | 162     | 0,80           | C     | 1972    | 1976   | Carolina Cougars, San Antonio Spurs, Virginia Squires, Denver Nuggets                                                     |
| 40 | John Williamson     | 83       | 228     | 0,40           | SG    | 1973    | 1976   | New York Nets |